# Pollença
Ne doit pas être confondu avec Pollentia.
Pollença, en catalan et officiellement (Pollensa en castillan), est une commune d'Espagne de l'île de Majorque dans la communauté autonome des Îles Baléares. Elle est située à l'extrême nord-est de l'île et fait partie de la comarque de la Serra de Tramuntana.
Le nom peut prêter à confusion avec l'antique ville de Pollentia située sur la commune voisine d'Alcudia.

## Géographie

Localisation de l'île Majorque dans les Îles Baléares.
Localisation de Pollença dans l'île de Majorque.
Localisation de la comarque de la Serra de Tramuntana dans l'île de Majorque.

## Histoire
Le territoire de la commune est occupé dès l'Âge du Bronze comme l'atteste la présence de la nécropole de Cala Sant Vicenç.

## Personnalités liées à la commune
De nombreuses personnalités ont séjourné à Pollença comme Winston Churchill et Agatha Christie[réf. nécessaire].
- Yvonne Mottet (1906-1968), artiste peintre, effectua plusieurs séjours à Pollença entre 1964 et 1968 et s'en inspira pour ses séries de toiles sur les thèmes des Enfants et des Femmes au rocking-chair[3].